# Schwarzeis

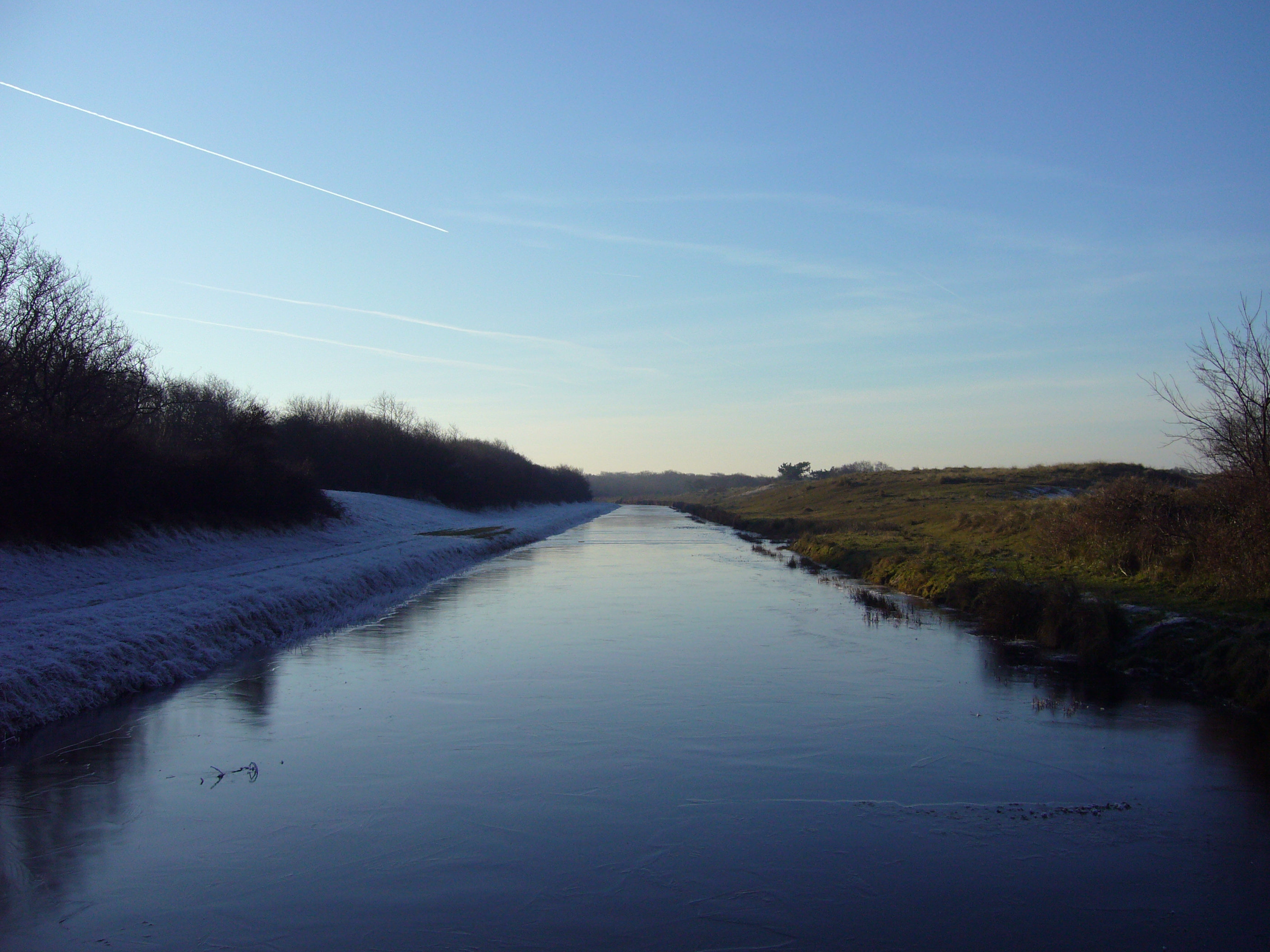
Schwarzeis auf einem Fluss in Holland

Schwarzeis ist weitgehend luftblasenfrei gefrorenes, sehr kompaktes und vergleichsweise tragfähiges Eis. Es wirkt sehr transparent und erscheint damit in der Farbe seines Untergrundes, oft nasser Asphalt oder dunkle Gewässerböden. Auf stehenden bzw. nur langsam fließenden Gewässern bildet sich Schwarzeis durch Gefrieren der Oberfläche. Da es nur schwer zu erkennen ist, ist es eine Gefahr in Form von Winterglätte im Straßenverkehr und in der Seefahrt.
Ähnlich transparent ist Klareis, das sich aus Niederschlägen wie unterkühltem Regen bildet, der beim Auftreffen auf feste Oberflächen anlagernd gefriert.

## Schwarzeis in der Seefahrt
Schwarzeis stellt eine Gefahr für Trawler dar, die mit Schleppnetzen Fischfang in kalten Gewässern betreiben. Bei einer Kombination von Lufttemperaturen unter dem Gefrierpunkt und Nebel oder Sprühregen bilden sich sehr rasch dicke Schichten von schwarzem Eis. Mit Eis auf den Aufbauten eines Schiffes steigt sein Gewicht, und sein Schwerpunkt verlagert sich. Das kann bei schwerer See zum Kentern führen.